# Heike Bruch
Heike Bruch (* 17. November 1966 in Köln) ist eine Schweizer Wirtschaftspsychologin und Professorin für Betriebswirtschaftslehre und Leadership an der Universität St. Gallen.

## Werdegang
Heike Bruch ist die Tochter von Wolfgang und Isa Bruch. 1987 begann sie ihr Studium an der Freien Universität Berlin und erwarb 1991 den Master of Business Administration. Von 1991 bis 1996 promovierte sie an der Universität Hannover und schrieb ihre Dissertation. Sie habilitierte 2001 an der Universität St. Gallen über «Leaders’ Action».
Sie leitet das Institut für Führung und Personalmanagement in St. Gallen, ist Mitglied der Forschungsgemeinschaft für Nationalökonomie, der Direktion des Instituts für Führung und Personalmanagement und der Forschungskommission der Universität St. Gallen. Ausserdem sitzt sie im vorbereitenden Ausschuss der School of Management und ist Mitglied des Advisory Boards und des Fachrates des Center for Disability and Integration.

## Forschungsschwerpunkte
Bruch bewegt sich in ihrer Forschung vor allem in den Bereichen Leadership, Energie & Engagement, Gesunde Hochleistung, Neue Führungs- und Arbeitsformen. Dabei beschäftigt sie sich mit dem Einfluss von Emotionen, Energie und Fokus auf die Performance einer einzelnen Führungskraft aber auch eines ganzen Unternehmens. Wiederholt wurde sie dafür als eine führende Wissenschaftlerin in der Personalforschung im deutschsprachigen Raum ausgezeichnet. Weiter befasst sie sich in der Forschung mit neuen Arbeitsformen und wie am besten geführt werden sollte, sowie mit dem Thema Speed, d. h. wie Leadership und Kultur dazu beitragen können, dass damit Unternehmen innovativ, schnell und wandlungsfähig sind.

## Auszeichnungen (Auswahl)
Bruch wurde mehrfach ausgezeichnet:
- Gewinnerin der European Case Writing Competition in den Jahren 2001, 2002 und 2003
- Auszeichnung für eine der zehn besten nicht nordamerikanischen Paper der Organizational Behavior Division bei der Academy of Management-Konferenz (2004): Michael Cole, Heike Bruch & Bernd Vogel: Emotions as mediators of perceived supervisor support and psychological hardinesson cynicism.
- Best Paper Award der EmoNet Conference (2006) in Atlanta: Frank Walter & Heike Bruch: Investigating the emotional basis of charismatic leadership: the role of leaders’positive mood and emotional intelligence.
- Best Paper Award der EmoNet Conference (2008) in Paris: Jochen Menges & Heike Bruch: Organizational emotional intelligence and performance – an empirical study.
- Gewinnerin des Outstanding Author Contribution Award at the Emerald Literati Network Awards for Excellence (2010): Jochen Menges & Heike Bruch: Organizational emotional intelligence and performance: AnEmpirical Study.
- JOB – Best Paper Award (2012): Florian Kunze, Stephan Boehm & Heike Bruch: Age diversity, Age discrimination climate and performance consequences – a cross organizationalstudy.
- POS – Best Paper Award (2013): Michael Cole, Heike Bruch & Bernd Vogel: Energy at work: A measurement validation and linkage to unit effectiveness. Journal of Organizational Behavior.
- Saroj Parasuraman Award for the Outstanding Publication on Gender and Diversity (2015): Stephan Boehm, Florian Kunze & Heike Bruch: Spotlight on Age-Diversity Climate: The Impact of Age-Inclusive HR Practices on Firm-Level outcomes.
- Im Sommer 2015 wurde Heike Bruch als eine der führenden Wissenschaftler des Personalmanagements im deutschsprachigen Raum ausgezeichnet.[4]